# Amandla Stenberg

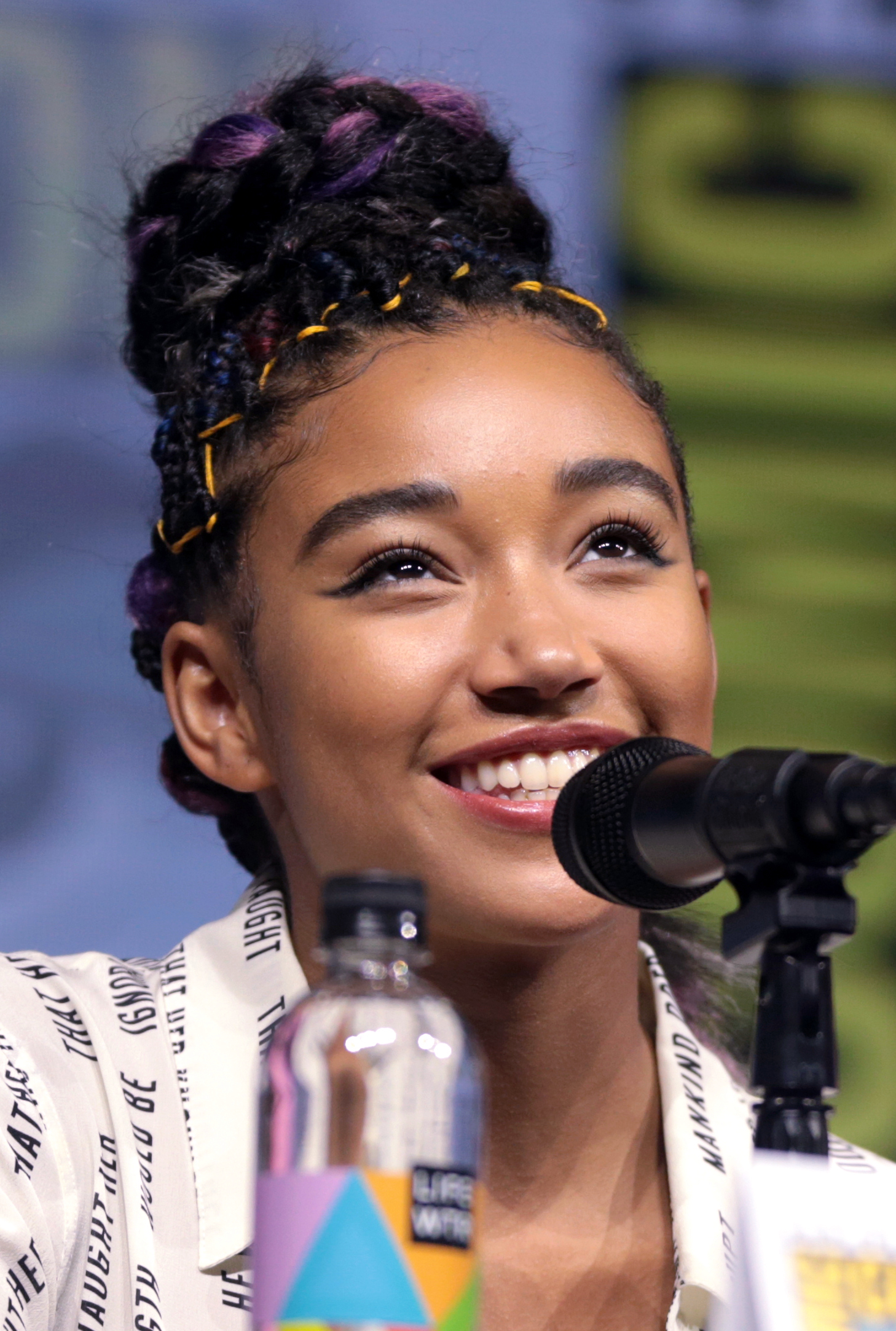
Amandla Stenberg auf dem San Diego Comic-Con (2018)

Amandla Stenberg (* 23. Oktober 1998 in Los Angeles, Kalifornien) ist eine US-amerikanische Schauspielerin.

## Leben
Amandla Stenbergs Mutter ist Afroamerikanerin, ihr Vater Däne, und über ihre grönländische Großmutter väterlicherseits ist sie eine Cousine zweiten Grades des ehemaligen grönländischen Regierungschefs Múte B. Egede. Die Bedeutung des Namens Amandla entstammt der Zulu-Sprache und bedeutet „Stärke“. Zu dem Namen wurden die Eltern inspiriert von Miles Davis’ Jazz-Album Amandla (1989 erschienen).
Bereits im Alter von vier Jahren stand Stenberg in Werbespots vor der Kamera. Sie übernahm 2011 ihre erste Filmrolle in Colombiana mit Zoe Saldana in der Hauptrolle und spielte die Rolle der Hauptperson in Kindertagen. 2012 folgte A Taste of Romance als Fernsehproduktion. Im März 2012 erschien der Science-Fiction-Film Die Tribute von Panem – The Hunger Games im Kino, in dem sie die Rolle der Rue spielte. Im Jahre 2018 wurde sie in die Academy of Motion Picture Arts and Sciences berufen, die jährlich die Oscars vergibt. Im Juni 2024 startete die Star-Wars-Serie The Acolyte auf Disney+, in welcher sie die Hauptrollen der Zwillingsschwestern Mae Aniseya und Osha Aniseya verkörpert.
 Persönliches
Stenberg identifiziert sich als nichtbinär, behält aber weibliche Pronomen.

## Filmografie (Auswahl)
- 2010: Why Did I Get Married Too!
- 2011: Colombiana
- 2012: A Taste of Romance (Fernsehfilm)
- 2012: Die Tribute von Panem – The Hunger Games (The Hunger Games)
- 2013–2014: Sleepy Hollow (Fernsehserie, 4 Episoden)
- 2014: Rio 2 – Dschungelfieber (Rio 2, Stimme von Bia)
- 2015: Mr. Robinson (Fernsehserie, 6 Episoden)
- 2016: As You Are
- 2017: Du neben mir (Everything, Everything)
- 2018: The Darkest Minds – Die Überlebenden (The Darkest Minds)
- 2018: The Hate U Give
- 2018: Where Hands Touch
- 2019: Drunk History (Fernsehserie, Episode 6x04)
- 2020: The Eddy (Miniserie, Netflix, 8 Episoden)
- 2021: Dear Evan Hansen
- 2022: Bodies Bodies Bodies
- 2022: ZIWE  (Fernsehserie, Episode 2x01)
- 2023: My Animal
- 2023: Spider-Man: Across the Spider-Verse (Stimme von Margo Kess: Spider-Byte)
- 2023: Ozi: Voice of the Forest (Stimme von Ozi)
- 2024: The Acolyte (Fernsehserie)

## Auszeichnungen
Hollywood Music in Media Award
- 2021: Nominierung als Bester Song – Onscreen Performance („The Anonymous Ones“ für Dear Evan Hansen)[6]